# كرور (تاميل نادو)
كرور (بالتاملية: கரூர்) هي إحدى مدن ولاية تامل نادو الواقعة بجنوب الهند وهي مركز ضاحية كرور. وتقع مدينة كرور على ضفاف نهر أمرافتي [الإنجليزية]

## المناخ
يظهر الجدول التالي التغييرات المناخية على مدار السنة لكرور:
| البيانات المناخية لـكرور             | البيانات المناخية لـكرور | البيانات المناخية لـكرور | البيانات المناخية لـكرور | البيانات المناخية لـكرور | البيانات المناخية لـكرور | البيانات المناخية لـكرور | البيانات المناخية لـكرور | البيانات المناخية لـكرور | البيانات المناخية لـكرور | البيانات المناخية لـكرور | البيانات المناخية لـكرور | البيانات المناخية لـكرور | البيانات المناخية لـكرور |
| الشهر                                | يناير                    | فبراير                   | مارس                     | أبريل                    | مايو                     | يونيو                    | يوليو                    | أغسطس                    | سبتمبر                   | أكتوبر                   | نوفمبر                   | ديسمبر                   | المعدل السنوي            |
| ------------------------------------ | ------------------------ | ------------------------ | ------------------------ | ------------------------ | ------------------------ | ------------------------ | ------------------------ | ------------------------ | ------------------------ | ------------------------ | ------------------------ | ------------------------ | ------------------------ |
| متوسط درجة الحرارة الكبرى °م (°ف)    | 31.1 (88.0)              | 33.7 (92.7)              | 36.2 (97.2)              | 37.0 (98.6)              | 37.1 (98.8)              | 35.6 (96.1)              | 34.3 (93.7)              | 34.2 (93.6)              | 33.9 (93.0)              | 32.5 (90.5)              | 30.7 (87.3)              | 29.4 (84.9)              | 33.8 (92.9)              |
| المتوسط اليومي °م (°ف)               | 25.8 (78.4)              | 27.5 (81.5)              | 29.7 (85.5)              | 31.3 (88.3)              | 31.5 (88.7)              | 30.6 (87.1)              | 29.6 (85.3)              | 29.4 (84.9)              | 29.1 (84.4)              | 28.1 (82.6)              | 26.6 (79.9)              | 25.6 (78.1)              | 28.7 (83.7)              |
| متوسط درجة الحرارة الصغرى °م (°ف)    | 20.5 (68.9)              | 21.3 (70.3)              | 23.2 (73.8)              | 25.7 (78.3)              | 26.0 (78.8)              | 25.6 (78.1)              | 24.9 (76.8)              | 24.6 (76.3)              | 24.3 (75.7)              | 23.7 (74.7)              | 22.5 (72.5)              | 21.8 (71.2)              | 23.7 (74.6)              |
| الهطول مم (إنش)                      | 11.5 (0.45)              | 9.2 (0.36)               | 8.3 (0.33)               | 32.4 (1.28)              | 63.5 (2.50)              | 17.1 (0.67)              | 30.2 (1.19)              | 44.6 (1.76)              | 63.2 (2.49)              | 166.3 (6.55)             | 86.3 (3.40)              | 61.0 (2.40)              | 593.6 (23.38)            |
| متوسط الأيام الممطرة                 | 2                        | 1                        | 1                        | 3                        | 5                        | 2                        | 3                        | 4                        | 6                        | 10                       | 9                        | 6                        | 52                       |
| المصدر #1: Climate-Data.org          |                          |                          |                          |                          |                          |                          |                          |                          |                          |                          |                          |                          |                          |
| المصدر #2: rainy days [إخفاق التحقق] |                          |                          |                          |                          |                          |                          |                          |                          |                          |                          |                          |                          |                          |